# Норвешка на Светском првенству у атлетици на отвореном 2013.
Норвешка је на 14. Светском првенству у атлетици на отвореном 2013. одржаном у Москви од 10. до 18. августа, учествовала четрнаести пут, односно учествовала је на свим првенствима до данас. Репрезентација Норвешке је пријавила 11 такмичара (6 мушкараца и 5 жена). У стартној листи за скок увис нема Тоње Ангелсен тако да је репрезентацију Норвешке представљало 10 такмичара (6 мушкараца и 4 жена) који су се такмичили у 9 дисциплина (5 мушке и 4 женске).,
На овом првенству представници Норвешке нису освојили ниједну медаљу, али су остварили четири лична рекорда сезоне.
У табели успешности (према броју и пласману такмичара који су учествовали у финалним такмичењима (првих 8 такмичара)) Норвешка је са три учесника у финалу делила 47 место са 4 бода, од 60 земаља које су имале представнике у финалу. На првенству је учествовало 206 земаља чланица ИААФ.
| Плас. | Земља    | 1. место | 2. место | 3. место | 4. место | 5. место | 6. место | 7. место | 8. место | Бр. финал. | Бод. |
| ----- | -------- | -------- | -------- | -------- | -------- | -------- | -------- | -------- | -------- | ---------- | ---- |
| =47.  | Норвешка | 0        | 0        | 0        | 0        | 0        | 0        | 1        | 2        | 3          | 4    |

## Учесници
| Мушкарци: - Џејсума Сајди Ндуре — 200 м - Хенрик Ингебригстен — 1.500 м - Синдре Бурос — 5.000 м - Ховард Хавкенес — Ходање 50 км - Ерик Тисе — Ходање 50 км - Андреас Торкилдсен — Бацање копља | Жене: - Езине Окпараебо — 100 м - Изабел Педерсон — 100 м препоне - Каролина Бјеркели Гревдал — 5.000 м - Ида Маркусен — Седмобој |  |

## Резултати

### Мушкарци
| Атлетичар           | Дисциплина   | Лични рекорд        | Квалификаије      | Квалификаије      | Полуфинале      | Полуфинале | Финале                      | Финале                      | Детаљи |
| Атлетичар           | Дисциплина   | Лични рекорд        | Резултат          | Место             | Резултат        | Место      | Резултат                    | Место                       | Детаљи |
| ------------------- | ------------ | ------------------- | ----------------- | ----------------- | --------------- | ---------- | --------------------------- | --------------------------- | ------ |
| Џејсума Сајди Ндуре | 200 м        | 19,89 (+1.3 м/с) НР | 20,44 КВ          | 2. у гр. 1        | 20,33 кв, ЛРС   | 3. у гр. 1 | 20,37                       | 8 / 55 (56)                 |        |
| Хенрик Ингебригстен | 1.500 м      | 3:35,43             | 3:38,78 КВ        | 6. у гр. 1        | 3:36,33 КВ, ЛРС | 5. у гр. 2 | 3:37,52                     | 8 / 37 (38)                 |        |
| Синдре Бурос        | 5.000 м      | 13:15,91            | 13:26,69 кв       | 8. у гр. 1        |                 |            | 13:45,67                    | 13 / 29 (31)                |        |
| Ховард Хавкенес     | 50 км ходање | 3:56:38             |                   |                   |                 |            | Дисквалификован по чл.230.6 | Дисквалификован по чл.230.6 |        |
| Ерик Тисе           | 50 км ходање | 3:45:08             | није завршио трку | није завршио трку |                 |            |                             |                             |        |
| Андреас Торкилдсен  | Бацање копља | 91.59 НР            | 83,05 КВ          | 2. у гр. А        |                 |            | 81,06                       | 6 / 33                      |        |

### Жене
| Атлетичарка               | Дисциплина    | Лични рекорд        | Квалификаије  | Квалификаије | Полуфинале            | Полуфинале            | Финале                | Финале       | Детаљи |
| Атлетичарка               | Дисциплина    | Лични рекорд        | Резултат      | Место        | Резултат              | Место                 | Резултат              | Место        | Детаљи |
| ------------------------- | ------------- | ------------------- | ------------- | ------------ | --------------------- | --------------------- | --------------------- | ------------ | ------ |
| Езине Окпараебо           | 100 м         | 11,10 (+1,2 м/с) НР | 11,23 КВ, ЛРС | 3. у гр. 1   | 11,41                 | 4. у гр. 3            | Није се квалификовала | 20 / 45 (46) |        |
| Изабел Педерсон           | 100 м препоне | 13,04               | 13,43         | 6. у гр. 5   | Није се квалификовала | Није се квалификовала | Није се квалификовала | 30 / 36 (37) |        |
| Каролина Бјеркели Гревдал | 5.000 м       | 9:42,72             | 15:29,41 кв   | 6. у гр. 2   |                       |                       | 15:48,87              | 13 / 21 (22) |        |

Седмобој
| Дисциплина    | Ида Маркусен | Ида Маркусен | Ида Маркусен | Ида Маркусен | Ида Маркусен | Ида Маркусен |
| Дисциплина    | Лич. рек.    | Резултат     | Бод.         | Плас.        | Укупно       | Плас.        |
| ------------- | ------------ | ------------ | ------------ | ------------ | ------------ | ------------ |
| 100 м препоне | 13,96        | 14,27        | 941          |              |              |              |
| Скок увис     | 1,74         | 1,71 ЛРС     | 867          | 27           | 1.808        | 30           |
| Бацање кугле  | 13,96        | 12,31        | 682          | 27           | 2.490        | 31           |
| 200 м         | 24,57        | 25,59        | 833          | 25           | 3.323        | 29           |
| Скок удаљ     | 6,47         | 6,08         | 874          | 15           | 4.197        | 29           |
| Бацање копља  | 52,95        | 49,26        | 846          | 6            | 5.043        | 22           |
| 800 м         | 2:09,74      | 2:10,83      | 953          | 8            |              |              |
| Седмобој      | 6.226 НР     |              |              |              | 5.996        | 18 / 29 (33) |